# Tennis Masters Cup 2006
La Tennis Masters Cup 2006 è un torneo di tennis indoor che si è disputato a Shanghai, Cina, dall'11 al 19 novembre 
2006 sui campi sintetici indoor della Qizhong Forest Sports City Arena.
Si è trattato della 37ª edizione per quanto riguarda il torneo di singolare e della 32ª per quanto riguarda quello di doppio.

## Campioni

### Singolare
Roger Federer ha battuto in finale  James Blake con il punteggio di 6–0, 6–3, 6–4

### Doppio
Jonas Björkman /  Maks Mirny hanno battuto in finale  Mark Knowles /  Daniel Nestor con il punteggio di 6–2, 6–4